# Pierre Boulez
Pierre Boulez (Montbrison, 26 de març de 1925 - Baden Baden, 5 de gener de 2016) fou un compositor, pedagog i director d'orquestra francès.
Fou un símbol de la música d'avantguarda del segle xx. Dels compositors de la seva generació, Boulez va ser el més famós, el més escoltat i el més temut. El seu poder i influència va ser molt més gran pel fet que el compositor va ser també un director prominent, teòric i el cap de les institucions i un polemista formidable.
Boulez ha estat considerat una de les veus més influents en la música contemporània des de la dècada de 1950 i, com a director d'orquestra, fou molt sol·licitat en ambdós costats de l'Atlàntic. Va sacsejar el món de la música i va assentar noves bases, en una contínua recerca de la novetat.

## Biografia
Va iniciar estudis de matemàtiques al Politècnic de Lió, abans d'ingressar el 1944 en les classes d'harmonia d'Olivier Messiaen al Conservatori Nacional Superior de Música de París. També va estudiar contrapunt amb Andrée Vaurabourg (esposa del compositor suís Arthur Honegger) i la tècnica dodecafònica amb el compositor i director René Leibowitz.
Va començar conreant música atonal dins d'un estil serial post-webernià influït per Olivier Messiaen. Aquest serialisme, a diferència del dodecafonisme, no només aplicava el concepte de sèrie a l'altura de les notes, sinó també a altres variables del so: ritmes, dinàmiques, atacs, etc. Això va originar l'anomenat serialisme integral, corrent estètic del qual va ser un dels principals representants al costat de compositors com ara Karlheinz Stockhausen, Luigi Nono, Luciano Berio, Ernst Krenek o Milton Babbitt. Boulez va publicar molts articles a la revista Tel Quel.

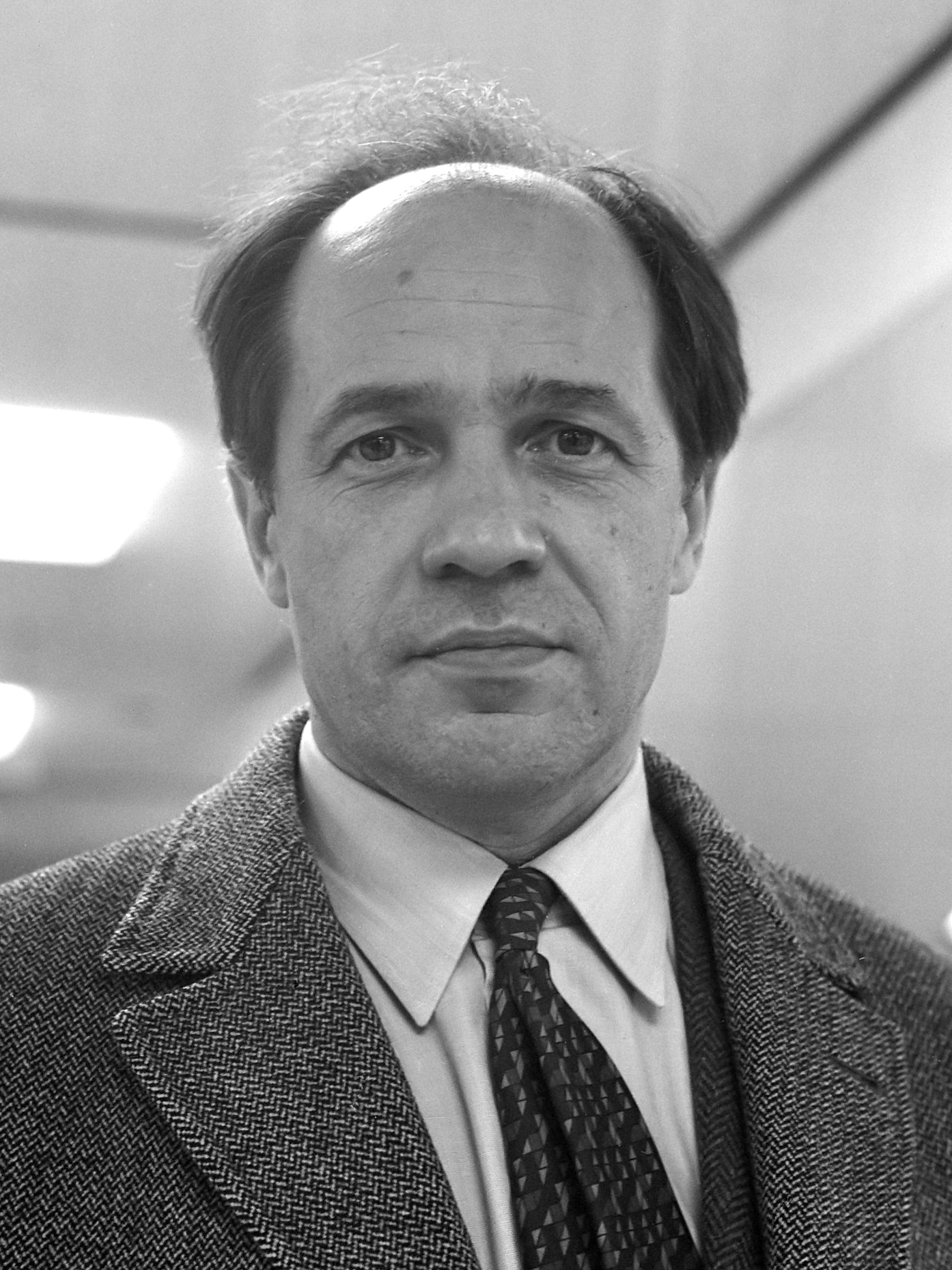
Pierre Boulez (1968)

En el terreny de la direcció, va guanyar experiència com a director del conjunt instrumental de la companyia Renaud-Barrault, amb seu al famós teatre de Marigni de París, de la direcció musical de la qual es va fer càrrec des del 1946. Posteriorment, el 1953 fundà a París el seu propi cicle de concerts, el Domaine Musical, amb un conjunt instrumental autònom. Finançat gairebé només pel mecenatge privat, el Domaine Musical es convertí immediatament en un dels catalitzadors de la modernitat musical de la capital francesa. Continuant la tasca de figures com Pierre Schaeffer i Edgar Varèse, va ser un dels precursors de la música clàssica electrònica. Un dels seus treballs més rellevants en aquest camp és Répons (per a sis solistes, orquestra i electrònica). En el decenni de 1950 experimentà amb la música aleatòria, mantenint una notable correspondència amb John Cage.
Boulez sovint reprèn obres del seu repertori per a la seva revisió: l'última de les seves tres sonates per a piano, per exemple, és una obra "oberta" que ha estat en contínua revisió des de la seva estrena el 1957 (només s'han publicat dos dels seus cinc moviments), i ...explosante-fixe..., un concert per a flauta i electrònica, va ser primerament escrit en els anys 70 i completament revisat en els anys 90.
El 1970, el president francès Georges Pompidou va convidar Boulez a crear i dirigir una institució per a l'exploració i desenvolupament de la música moderna, donant lloc a l'IRCAM (Institut de Recherche et Coordination Acoustique/Musique), del qual Boulez va ser director fins a 1992. A part de la seva tasca com a compositor, Boulez fou un reconegut director d'orquestra, especialitzat en obres d'autors de la primera meitat del segle XX com Claude Debussy, Arnold Schönberg, Ígor Stravinski, Béla Bartók, Anton Webern i Edgar Varèse.
Va dirigir òperes, com ara la primera representació completa de Lulu d'Alban Berg, que tingué lloc a París, i obres de Richard Wagner al Festival de Bayreuth el 1975. Va estrenar obres de nombrosos autors contemporanis com Luciano Berio, Karlheinz Stockhausen, Elliott Carter, Olga Neuwirth, York Höller, i del compositor nord-americà Frank Zappa.
Fou director de l'Orquestra Filharmònica de Nova York des de 1971 fins a 1977, càrrec en què va succeir a Leonard Bernstein. Entre 1976 i 1995, Boulez va obtenir la càtedra de Composició, Tècnica i Llenguatge Musical al famós Collège de France. Així mateix, Boulez va treballar com a director de l'Orquestra Simfònica de la BBC des de 1971 fins a 1974. També ha estat principal director convidat en l'Orquestra Simfònica de Chicago i ha dirigit regularment l'Orquestra Filharmònica de Viena, l'Orquestra Filharmònica de Berlín, l'Orquestra Simfònica de Londres, l'Orquestra de Cleveland i la Lucerne Festival Academy Orchestra, amb les quals ha realitzat diversos enregistraments i cicles complets, com ara la integral de les simfonies de Gustav Mahler per al segell alemany Deutsche Grammophon.

## Premis i reconeixements
- 1995- Polar Music Prize, un premi concedit per la Reial Acadèmia Sueca de Música.
- 2000- Premi de la Fundació Wolf de les Arts de Jerusalem
- 2001- Premi Grawemeyer de Composició per la seva obra Sur Incises.
- 2002- Premi Glenn Gould pel conjunt de la seva aportació musical.

## Catàleg d'obres
Les obres de Pierre Boulez són de vegades difícils de datar, ja que algunes d'elles han estat obres en procés de creació permanent, amb diverses versions i llargs períodes de treball entre elles.
| Any     | Obra | Tipus d'obra                | Duració |
| ------- | --- | --------------------------- | ------- |
| 1945    | Tres Salmòdies, per a piano [fora de catàleg] | Música solista (piano)      | -       |
| 1945    | Variations, para piano main gauche [fora de catàleg]                                                                                                | Música solista (piano)      | -       |
| 1945-46 | Quatuor pour quatre ondes Martenot [fora de catàleg]                                                                                                | Música solista              | -       |
| 1946    | Sonatina per a flauta travessera y piano | Música instrumental (duo)   | -       |
| 1946    | Douze Notations per a piano (hi ha versió orquestral de 1980)                                                                                       | Música solista (piano)      | -       |
| 1946    | Sonata per a piano nº 1 | Música solista (piano)      | 10:15   |
| 1946-47 | Le Visage nuptial (rev. 1951-52, 1957, 1985-89), para soprano, contralt, cor de veus femenines i gran orquestra.                                    | Música vocal                | -       |
| 1947    | Symphonie concertante, per a piano i orquestra [perduda]                                                                                            | Música orquestral           | -       |
| 1947-48 | Sonata per a piano nº 2 | Música solista (piano)      | 27:00   |
| 1948    | Le Soleil des eaux, per a soprano, cor mixt i orquestra, segons dos poemes de René Char                                                             | Música vocal                | 10:00   |
| 1948    | Sonate pour deux pianos [revisió del «Quatuor pour quatre ondes Martenot I»; fora de catàleg]                                                       | Música solista (dos pianos) | -       |
| 1948-49 | Livre pour quatuor | Música de cambra            | -       |
| 1950-51 | Poliphonie X, per a 18 instruments solistes [fora de catàleg]                                                                                       | Música instrumental         | -       |
| 1951    | Oubli signal lapidé, per a dotze veus [inèdita] | Música vocal                | -       |
| 1951-52 | Structures pour deux pianos. Primer llibre. | Música solista (dos pianos) | -       |
| 1952    | Estudis I y II (música concreta), per a cinta magnetofònica                                                                                         | Música electrònica          | -       |
| 1953-55 | Le marteau sans maître (El martell sense amo), contralt, flauta en sol, alto, guitarra, vibràfon, xilorimba i percussió                             | Música vocal (orquestra)    | 32:00   |
| 1955    | Música per la pel·lícula La Symphonie mecanique (Jean Mitry)                                                                                        | Música de pel·lícula        | -       |
| 1956    | Structures pour deux pianos. Segon llibre (Structures)                                                                                              | Música solista (dos pianos) | -       |
| 1956    | Música d'escena per a lOrestiada, en el Festival de Burdeus                                                                                         | Música teatral              | -       |
| 1957    | Improvisation II sur Mallarmé, "Une dentelle s'abolit", per a soprano i nou instruments                                                             | Música vocal-instrumental   | -       |
| 1957    | Le Visage nuptial (1946, rev. 1957), soprano, contralt, cor femení i orquestra                                                                      | Música orquestral           | 30:00   |
| 1957    | Le Crépuscule de Yang Koué-Fei, música per la peça radiofònica de Louise Fauré [inèdita]                                                            | Música radiofònica          | -       |
| 1957    | Strophes, per a flauta travessera [inèdita] | Música solista (flauta)     | -       |
| 1957    | Don, per a soprano i orquestra (posteriorment incorporada a «Pli selon Pli»)                                                                        | Música vocal-orquestral)    | -       |
| 1957-58 | Figures-Doubles-Prismes, per a gran orquestra (rev. 1968)                                                                                           | Música orquestral           | 22:00   |
| 1957-58 | Sonata per a piano nº 3 (sense finalitzar: s'han publicat dos dels cinc moviments)                                                                  | Música solista (piano)      | 26:00   |
| 1957-62 | Pli selon pli "Portrait de Mallarmé", soprano, arpa, vibràfon, celesta, piano, percussió i orquestra (rev. 1989)                                    | Música orquestral           | 68:00   |
| 1958    | Poésie pour pouvoir, solista, 3 orquestres i 4 cintes magnetofòniques                                                                               | Música electrònica          | -       |
| 1958    | Le soleil des eaux (1948, ver. 1958), soprano, tenor, baix, cor i orquestra                                                                         | Música coral (orquestra)    | 08:00   |
| 1958    | Improvisation I sur Mallarmé, "Le vierge, le vivace et le bel aujourd'hui", per a soprano i orquestra (posteriorment incorporat a «Pli selon pli»)" | Música vocal (orquestra)    | -       |
| 1959    | Improvisation III sur Mallarmé, "A la nue accablante tu", per a soprano i orquestra (posteriorment incorporat a «Pli selon pli»)"                   | Música vocal (orquestra)    | -       |
| 1959-60 | Tombeau (posteriorment incorporat a «Pli selon pli»)                                                                                                | Música vocal (orquestra)    | -       |
| 1964    | Éclat, per a quinze instruments (9 instruments de tecla o percussió, 2 instruments de corda, 2 de metall i 2 de vent-fusta)                         | Música instrumental         | 9:00    |
| 1965    | Le soleil des eaux (1948, ver. 1965) | Música orquestral           | 10:00   |
| 1968-69 | Domaines, per a clarinete (i per a clarinete baix i sis grups instrumentals).                                                                       | Música instrumental         | 30:20   |
| 1968    | Livre pour cordes, versió per a orquestra de cordes de les seccions Ia i Ib del «Livre pour quatuor»                                                | Música orquestral           | -       |
| 1969    | Pour le Dr. Kalmus, per a conjunt instrumental | Música instrumental         | -       |
| 1967-70 | Éclat-Multiples (1964, ver. 1970), per a gran orquestra                                                                                             | Música orquestral           | -       |
| 1970    | cummings ist der Dichter (rev. 1986), per a cor i orquestra                                                                                         | Música coral                | 12:40   |
| 1972-74 | ...explosante-fixe..., "in memoriam Stravinski", per a conjunt i electrònica en viu                                                                 | Música electrònica          | -       |
| 1972    | Domaines encore (1968 vers. 1972) | Música instrumental         | -       |
| 1974-75 | Rituel in memoriam Maderna, per a orquestra en vuit grups                                                                                           | Música orquestral           | 25:30   |
| 1976-77 | Messagesquisse, per a violoncel solista i sis violoncels                                                                                            | Música orquestral           | 08:30   |
| 1978-80 | Notations, per a orquestra (hi ha versió per a piano, de 1946)                                                                                      | Música orquestral           | -       |
| 1981-84 | Répons, per a dos pianos, xilòfon, glockenspiel, arpa, vibràfon, sintetitzador, orquestra i electrònica en viu                                      | Música instrumental         | 42:00   |
| 1984    | Dérive, per a sis instruments (revisada el 1990, Derive 2)                                                                                          | Música instrumental         | 6:00    |
| 1984    | Notations I-IV, per a gran orquestra | Música orquestral           | -       |
| 1985    | Dialogue de l'ombre double, versió original per a clarinet i cinta magnetofònica                                                                    | Música electrònica          | 18:00   |
| 1985    | Memoriale (...Explosante-Fixe... Originel), per a flauta travessera i vuit instruments                                                              | Música orquestral           | 5:00    |
| 1985-95 | Dialogue de l'ombre double, versió para fagot y electrònica                                                                                         | Música electrònica          | -       |
| 1987    | Initiale, per a septet de metalls | Música instrumental         | 3:00    |
| 1991    | Transitoire VII, de "...explosante-fixe...", per a flauta amb electrònica en viu, dues flautes i orquestra                                          | Música electrònica          | -       |
| 1991-92 | Anthèmes, per a violí (derivada de l'obra «...explosante/fixe...»)                                                                                  | Música solista (violí)      | 11:00   |
| 1991-93 | ...exploxante-fixe... (versió de 1993), para flauta Midi, dues flautes solistes, orquestra i electrònica.                                           | Música electrònica          | 36:00   |
| 1992    | Dérive 2 per a onze instrumentos (rev. 2002-06) | Música instrumental         | 45:00   |
| 1993    | Transitoire V, de «...explosante-fixe...», per a flauta amb electrònica en viu, 2 flautes i conjunt instrumental                                    | Música electrònica          | -       |
| 1994    | Incises, per a piano (rev. 2001) | Música solista (piano)      | 3:20    |
| 1996-98 | Sur incises, per a tres pianos, tres arpes, tres percussionistes-teclistes                                                                          | Música orquestral           | 37:00   |
| 1997    | Anthèmes II, per a violí i dispositiu electrònic | Música orquestral           | 20:00   |
| 1999    | Notations VII, per a gran orquestra | Música orquestral           | 7:00    |
| 2005    | Une page d'éphéméride, per a piano | Música solista (piano)      | 4:00    |